# Belui
Belui is een bestuurslaag in het regentschap Kerinci van de provincie Jambi, Indonesië. Belui telt 1546 inwoners (volkstelling 2010).